# Галактический футбол
Галактический футбол (англ. Galactik Football) — французский анимационный сериал, созданный совместными усилиями Alphanim, France 2, Jetix Europe, Welkin, Hosem и Audi’Art Luxanimation Supersonic. Он повествует о футбольной команде «Сноу Кидс» с планеты Акиллиана, которую собрал Арч — бывшая звезда Галактического футбола. В игроках Галактик Футбол живёт Поток — мощная магическая энергия, которая на Акиллиане называется «Дыхание». Поток настолько силён, что его пришлось запретить всюду, кроме Галактического футбола — самого зрелищного спорта в Галактике. С помощью тренера Арча и Дыхания, команда «Сноу Кидс» участвует в турнирах за Кубок Галактик Футбол.

## Сюжет

### Пятнадцать лет назад
Матч между командой Акиллианы и последними обладателями Кубка Галактического футбола — командой «Шэдоус» — подходит к концу, счёт 1—1. Команда Акиллианы близка к победе, и Арч готовится нанести решающий удар по воротам соперника — этот удар может решить исход поединка. В это время профессор И’Сон, пытаясь оградить искусственный Поток от генерала Блейлока, роняет сферу Потока с крыши высокого дома, и происходит глобальная катастрофа. После удара Арча мяч разлетается на ледяные осколки, поле замерзает, а вместе с тем происходит оледенение всей Акиллианы, и Дыхание утеряно.

### Наше время

#### 1 сезон
Арч, бывший нападающий команды Акиллианы, и роботехник профессор Клэмп вернулись на Акиллиану впервые за последние пятнадцать лет с момента великой катастрофы. «С твоими идеями и моими изобретениями мы сделаем великие дела», — любит говорить Клэмп Арчу. Арч захотел, чтобы команда Акиллианы смогла вернуться к борьбе за Кубок Галактик Футбол и выиграть его. Несмотря на все убеждения и доводы учёных, Арч считает, что Дыхание на Акиллиане ещё существует и его нужно лишь пробудить. Он надеется, что сможет помочь в завоевании Кубка. Он начинает набор игроков в сборную Акиллианы и проводит соревнование для выявления лучших. С помощью профессора Клэмпа, Арч проводит отборочное соревнование и создаёт уникальную команду из талантливых подростков. Отбор проходят семеро детей из различных слоёв общества с уникальными навыками и характерами: Джок, Синедд, Майкро-Айс, Мэй, Тран, Ахито и Тиа.
Арч немедленно начинает подготовку команды. Клэмп создаёт голо-тренажёр, который может симулировать футбольное поле, соперников и различные препятствия, которые для игроков выглядят как настоящие. Во время первых же тренировок Тиа использует Дыхание. Этот факт доказывает, что Арч был прав в своей теории о существовании Дыхания после катастрофы на Акиллиане. Несмотря на это, Арч осознает, что команде нужен талантливый подающий. Он считает, что знает, кто может им стать. Арч принимает в команду Рокета — это его племянник, сын Нората — его брата. Нората лишился ноги в том памятном матче, и он поначалу был против того, чтобы Рокет занимался футболом. Однако, позже он изменил своё мнение и позволил сыну быть в команде.
Вся команда «ломает голову», пытаясь придумать подходящее название. Сонный Ахито предложил называться «Сноу Кидс» — дети снега. Все приняли это название.
Синедд любит играть по-своему, и его переманивает в свою команду Артегор Нексус — бывший друг Арча, который не смог простить ему того, что он предпочёл своё здоровье футболу, и из-за него однажды они проиграли.
В первом сезоне, ценой невероятных усилий, команда «Сноу Кидс» выигрывает Кубок Галактик Футбол и становится легендой. Генерал Блейлок снова пытается получить искусственный поток, но ему это не удаётся, и он срывается с большой высоты.

#### 2 сезон
Во втором сезоне «Сноу Кидс» снова борются за Кубок, а генерал Блейлок выжил и не оставляет своих попыток. Блейлок взрывает архипелаг Шэдоус, и Артегор со своими игроками теряет Смог. Без смога Артегор не может жить, но ему предлагает помощь Арч, и госпожа Симбаи его излечивает. Артегор становится помощником тренера команды «Сноу Кидс». Блейлоку удаётся синтезировать Метапоток из игроков футбола, заманив их в свою сферу для игры в Неверболл, где поток незаметно для игроков переходил к Блейлоку. Спустя время, Смог возвращается, и Артегор снова становится тренером команды «Шэдоус», хотя теперь ему удаётся контролировать Смог, чтобы Поток не действовал для него во вред. У Гарриса, слуги Блейлока, свои планы на Метапоток, и ему не нравятся планы генерала. Обманув Блейлока, Гаррису удаётся уничтожить его и оставить себе одну из сфер Метапотока. Взрыв корабля Блейлока спровоцировал серьёзное повреждение поля на финальном матче Сноу Кидс — Ксенонс, но, ценой невероятных усилий, в назначенной из-за повреждений поля серии пенальти «Сноу Кидс» одерживают победу в этом матче, второй раз подряд став обладателями Кубка Галактик Футбол.

#### 3 сезон
Спустя год после второй победы на кубке, таинственный Лорд Феникс приглашает команды Галактического Футбола на Турнир Смешанных Потоков, на планете Парадизия. Лорд Феникс хотел вернуть планете поток, и высасывал поток прямо со стадионов «Арена» и «Купол». После товарищеского матча против Шедоус, Мэй и Джок расстаются. Мэй уходит из Сноукидс в Шедоус. Юки уходит в Электрас. Джок уходит в команду Парадизии. К Сноукидс присоединяется Лун-Зиа, с планеты Вамбас.
Гаррис обманывает Лорда Феникса, и, собрав нужное количество потока, приказал ввести остальное в ядро.
Сноукидс проигрывают полуфинал и в финал выходят Команда Парадизии и Шедоус. Но матчу не суждено завершиться, из-за взрыва на планете Парадизия, вызванным слишком большим количеством Метапотока, введённого в ядро планеты.
Все успевают успешно эвакуироваться, кроме Лорда Феникса.
Через некоторое время, Гаррис шантажирует общество потока, тем, что он может взорвать любую другую планету, если они не перенесут начало турнира.
И турнир начинается раньше, чем должен. Сони Блекбоунс, Клэмп и Тран, отправляются на Парадизию, и она оказывается цела и пригодна для жизни. Лорд Феникс оказывается жив и помогает пиратам, ведь, как выясняется, он раньше тоже был одним из них.
Сноукидс выходят в финал против команды Парадизии. Во время матча, Гаррис взрывает бомбу заложенную на Акелиане, и команда лишается Дыхания. Однако Ахито, который накопил в себе достаточное количество потока, возвращает его команде и Сноукидс в третий раз становятся обладателями кубка.

## Список персонажей

### Джок
Нападающий игрок Сноу Кидс. Носит форму с номером 9, у него рыжие волосы и зеленые глаза. Джок считается высокомерным и иногда эгоистичным, но в нем также есть и заботливая сторона. Он лучший друг Майкро-Айс, а также хорошие друзья с Траном, Ахито и Марком. Джок называет Уоррена своим любимым игроком в Галактическом Футболе.
В 1 сезоне узнает, что Сонни Блэкбоунс — его отец, а мать умерла после его рождения, и Майя взяла его под свою опеку. В конце 1 сезона Джок и Мэй поцеловались и встречались до начала 3 сезона.
Во 2 сезоне Джок занял место Рокета в матче всех звезд из-за его дисквалификации и стал капитаном команды.
В 3 сезоне Джок покидает Сноу Кидс ради команды Парадизии, но в конце концов возвращается в команду.

### Майкро-Айс
Джокер команды, лучший друг Джока, Трана и Ахито. Он также становится лучшим другом Марка во 2 сезоне, и они оба подшучивают друг над другом. Считается, что Майкро-Айс - хладнокровный парень и хороший танцор. У него черные волосы и серебристые глаза, и он носит майку с номером 3, играет на позиции нападающего. Мать работает в кафе на Акиллиане.
В 1 сезоне Майкро-Айс не беспокоился о том, чтобы попасть в Сноу Кидс, но после проб он радуется этому. Был влюблен в Мэй, но расстраивается и уходит, когда узнает, что Мэй нравится Джок. Однако Майкро-Айс возвращается в команду после того, как Джок сказал в интервью, что команде его не хватает. Был последним, кто развил Дыхание. Позже он также влюбляется в девушку по имени Зелин.
Во 2 сезоне у Майкро-Айс начинают складываться отношения с Юки.
В 3 сезоне они расстаются, потому что Юки уходит из Сноу Кидс в команду Электры. Тем не менее, Майкро-Айс, как видно, воссоединяется с Зоэлин. В конце 3-го сезона Майкро-Айс, Мэй и группа детей, изучающих Галактический Футбол (которых обучает Джок), исчезают после того, как их тренировка провалилась из-за побега.

### Тран
Брат Ахито, лучший друг Майкро-Айса и Джока. Тран - защитник Сноу Кидс. Он один из немногих персонажей, который, похоже, ни с кем не ссорился из-за своего симпатичного и жизнерадостного характера.
В 1 сезоне он кажется самым умным из Сноу Кидс и проявляет интерес к технологиям и играм. Он помогает Клэмпу с его гаджетами, и его можно увидеть играющим вместе в игры. Тран также изобрел мяч с устройством, которое считывает скорость, с которой по нему бьют. Он великий хакер, как видно из Побега, где он помогает Сонни Блэкбоунсу и Майкро-Айсу сбежать с Акиллианы, используя приобретенные им чертежи вентиляционной системы.
Во 2 сезоне пытается поддержать своего брата во время развившейся болезни. Когда болезнь часто сказывалась на силе и навыках его брата, пытался защитить его и помогал скрывать это. Он также поддерживает свою двоюродную сестру Юки, когда она пытается влиться в команду.
В 3 сезоне Тран все тот же жизнерадостный мальчик, и он больше увлечен новыми технологиями. Он был тайно доставлен на пиратском шаттле обратно на Парадизию вместе с Клэмпом и помог предотвратить взрыв корабля в центре Галактики.

### Ахито
Вратарь Сноу Кидс и брат-близнец Трана.
Незадолго до начала второго сезона Ахито внезапно заболевает, из-за чего падает в обморок во время тренировки. Он возвращается домой на Акиллиану, чтобы восстановить силы, где проходит реабилитацию с помощью госпожи Симбай. Во время возвращения домой команда Сноу Кидс наносит визит на Акиллиану, и он может вернуться на стадион Генезис вместе с ними. Его возвращение на поле во втором тайме матча 16-го тура финала против "Вамбаса" вдохновляет его слабеющую команду на победу. Он продолжает играть в четвертьфинальных и полуфинальных матчах, но вынужден скрывать свою болезнь от тренера и команды, доходя даже до того, что заставляет Трана пообещать не рассказывать Аарчу. Во время финала Кубка Галактики по футболу та же болезнь начинает поражать Ахито, заставляя его совершать ошибки. Наконец, он вынужден признаться Аарчу в своей болезни и просит отстранить его от игры.
В третьем сезоне выяснилось, что Ахито обладает способностью поглощать Дыхание и контролировать его, что стало причиной его болезни во втором сезоне. После тренировки  Симбай спасает его, когда сбивается дыхание, и он впитывает эссенцию из дыхания и распространяет ее по команде, что позволяет им побеждать.

### Рокет
Племянник Аарча и сын бывшей звезды Галактического Футбола Нораты. В начале видно, что Рокет стесняется, его считают амбициозным и умным, поскольку у него всегда есть стратегии, помогающие Сноу Кидс выигрывать их матчи. Рокет высокий, у него длинные каштановые волосы (во 2 сезоне собирает их в конский хвост). Носит майку с номером 5 и играет в центре поля. У Рокета завязываются отношения с Тиа, и в конце концов они встречаются.
В 1 сезоне помогал своему отцу с его цветочной компанией. Отец запретил ему ходить на пробы к Аарчу, но Рокет отправляется, чтобы помочь Тиа попасть на пробы. Рокет становится капитаном команды Сноу Кидс, поскольку Аарч сказал Норате, что его сын может стать следующей звездой Галактик Футбол и у него есть потенциал. Позже Рокет узнает от Тиа, что его мать, Кира, все еще жива. Она навещает его в день 16-летия, но Рокет расстраивается из-за этого, так как думал, что мать бросила его и Норату после его рождения. Прощает свою мать, когда узнает, что его родители воссоединились ради его счастья и чтобы дать их отношениям второй шанс.
Во 2 сезоне Рокет отстранен от участия в Галактик Футбол из-за использования своего Дыхания вне игр, но только для того, чтобы спасти жизнь Тиа. В конце концов он покидает команду, но переходит играть в Netherball, который предлагает Синед. Несмотря на то, что позже во втором сезоне Лига Галактического Футбола разрешила вернуться в Сноу Кидс, он отказывается, потому что хочет продолжать играть в Netherball. Однако Тиа побеждает его, и они оба уходят из Netherball и возвращаются к Сноу Кидс.
В 3 сезоне Рокет становится тренером Сноу Кидс, когда Аарч покидает их на некоторое время.

### Тиа
Дочь посла Обии Мун. Считается застенчивой и заботливой. В 1-м сезоне она обычно носила с собой фотоаппарат. Она состоит в отношениях с Рокетом и готова сделать для него все, что угодно. В 1 сезоне становится лучшей подругой Мэй. Она даже поддерживала Мэй в 3 сезоне во время ее отношений с Синедом. У Тиа светлые волосы и зеленые глаза. Она носит майку с номером 4 и играет в центре поля.
В 1 сезоне она тайно убегает на Акиллиану, чтобы попробовать себя в команде Аарча. Она встречает Рокета, когда ее космический корабль терпит крушение, и он соглашается взять ее на пробы. Однако родители забирают ее обратно в Обиа Мун, так как не хотят, чтобы их дочь играла в футбол, но позже соглашаются с ее решением. Тиа была первой из Сноу Кидс, у кого появилось дыхание. Во время матча Сноу Кидс против Вомбата на Тиа нападает Вуамбу, чтобы помешать Сноу Кидс победить.
Во втором сезоне Тиа чуть не упала со скалы, но Рокет использует свое дыхание, чтобы спасти ее, и его отстраняют от игр. Тиа расстроена из-за этого и считает, что это ее вина. Она изо всех сил старается вернуть Рокета и обвиняет Джока в том, что он ничего не делает. Позже она обыгрывает Рокета в Netherball в надежде вернуть его в Сноу Кидс, после того как лига Галактического Футбола разрешает ему вернуться в команду. Тиа во время турнира Кубка Галактического Футбола на некоторое время покидает Сноу Кидс, чтобы спасти своих родителей из тюрьмы с помощью Сонни Блэкбоунса и его команды.
В 3 сезоне Тиа становится капитаном команды, когда Джок покидает команду. Она также ревнует Лун Зию, потому что Тиа думает, что ей нравится Рокет, но позже узнает, что у Лун Зии уже есть парень.

### Мэй
Эгоистичная девушка, мечтающая о славе и рекламных контрактах, готовая на все ради этого, даже предательства друзей.
В первом сезоне из-за нее происходит ссора между лучшими друзьями  Джоком и Майкро-айсом.
Играет на позиции защитника, мечтая заполучить любой ценой место нападающего из-за высокой популярности.
У нее начинаются отношения с Джоком.
Во втором сезоне она проявила себя как стабильный защитник.
В третьем сезоне изменила Джоку за место в нападении Шэдоус, главных врагов команды.
Там она получила своё долгожданное место.
После успехов родной команды решила вернуться в сноукидс.

### Клэмп
Также известен как Харриет Лабнор. Является техническим консультантом Сноу Кидс и одним из создателей метапотока.

### Симбай
Медик Сноу Кидс и тайный агент Общества Flux. Она старая подруга Арча и оказывает материнское влияние на команду и является хорошим наставником, она глубоко заботится о благополучии игроков.

### Аарч
Бывший звездный игрок Акиллиана, а ныне основатель и тренер Сноу Кидс. Брат Нораты, дядя Рокета и любовный интерес Адиума, президента лиги Галактического Футбола.
Как тренер, Аарч демонстрирует жесткое, но справедливое отношение к своей команде, но в целом добр и восхищается талантами своих игроков. Он не проявляет фаворитизма и стремится сделать лучший выбор для команды. Обычно его никогда не оскорбляет отношение других людей, таких как Артегор, который постоянно издевался над ним в первом сезоне. Аарч обычно остается спокойным в стрессовых ситуациях, однако, если появляется что-то, что может снизить шансы на победу, он становится суровым и кричит, но в основном по обоснованным причинам. Он также проявляет большую заботу о благополучии своих игроков, например, когда Рокет исчез во время шторма и когда он ушел играть в тетербол.
Величайший игрок Акиллианы, Аарч - легенда футбола для поклонников футбола планеты Акиллиан. Он впервые начал свою спортивную карьеру в полузащите нападения в качестве нападающего Планеты Акилианы и был капитаном последней команды, игравшей под цветами акилианцев перед Великим ледниковым периодом. Он также был последним человеком, который использовал Дыхание Акиллианы перед его исчезновением, используя Дыхание в момент взрыва Метапотока.
После наступления ледникового периода Аарча и его лучшего друга Артегора пригласили присоединиться к команде Шэдоус. Он покинул Акиллиану, чтобы продолжить карьеру в футболе, бросив при этом свою подругу и коллегу по команде Адиума, а также травмированного Норату. Среди Шэдоус два игрока впитали в себя поток команды и смогли сыграть со Смогом, позволив Аарчу восстановить и даже превзойти свои прежние способности. Однако во время матча против команды Циклопов Аарч потерял контроль над Смогом и упал. Осознав, что Смог вызывает у него тошноту и что его жизнь в опасности, он решил покинуть команду Шэдоус, что вызвало раскол между ним и Артегором, положивший конец их дружбе. Его отправили на родную планету Вамбы, где он медленно выздоравливал под присмотром медика, дамы Симбай.
Что он делал в последующие годы после своего выздоровления, неизвестно, но в какой-то момент он встретил профессора Клэмпа, эксперта по робототехнике и инженера, который посоветовал ему вернуться на Акиллиану и осуществить свою мечту о возрождении некогда великой футбольной команды. Прибытие Аарча на Акиллиану было встречено неоднозначной реакцией, особенно теми, кто считал, что он покинул их много лет назад. Молодое поколение, однако, было в восторге от встречи со своим спортивным героем, и многие пришли попробовать свои силы в команде Аарча. Он набрал команду из семи человек, которая вскоре увеличилась до восьми с добавлением его племянника Рокета. Отремонтировал старый стадион Акиллианы и превратил его в академию Аарча, где вместе с профессором Клэмпом в качестве инженера и позже Дам Симбай в качестве медика команды тренировали Сноу Кидс Kids.

## Список эпизодов
| Дата премьеры в Америке | Номер | Русское название              | Оригинальное название  |
| ----------------------- | ----- | ----------------------------- | ---------------------- |
|                         |       |                               |                        |
| Первый сезон            |       |                               |                        |
|                         |       |                               |                        |
| 3 июня, 2006            | 01    | Возвращение                   | The Comeback           |
|                         |       |                               |                        |
| 4 июня, 2006            | 02    | Новая надежда                 | A New Hope             |
|                         |       |                               |                        |
| 10 июня, 2006           | 03    | Вызов                         | The Challenge          |
|                         |       |                               |                        |
| 11 июня, 2006           | 04    | Команда                       | The Team               |
|                         |       |                               |                        |
| 17 июня, 2006           | 05    | Капитан                       | The Captain            |
|                         |       |                               |                        |
| 18 июня, 2006           | 06    | Второй ветер                  | Second Wind            |
|                         |       |                               |                        |
| 24 июня, 2006           | 07    | Любимчик тренера              | Coach’s Pet            |
|                         |       |                               |                        |
| 25 июня, 2006           | 08    | Шторм                         | The Storm              |
|                         |       |                               |                        |
| 1 июля, 2006            | 09    | Матч-реванш                   | Revenge Match          |
|                         |       |                               |                        |
| 2 июля, 2006            | 10    | Пираты                        | The Pirates            |
|                         |       |                               |                        |
| 8 июля, 2006            | 11    | Профессор                     | The Professor          |
|                         |       |                               |                        |
| 9 июля, 2006            | 12    | Побег                         | The Escape             |
|                         |       |                               |                        |
| 9 июля, 2006            | 13    | Нападающий                    | The Striker            |
|                         |       |                               |                        |
| 16 июля, 2006           | 14    | Чёрная дыра                   | Black Hole             |
|                         |       |                               |                        |
| 17 июля, 2006           | 15    | Последний шанс                | Last Chance            |
|                         |       |                               |                        |
| 24 июля, 2006           | 16    | Стадион Генезис               | Genesis Stadium        |
|                         |       |                               |                        |
| 24 июля, 2006           | 17    | Приготовьтесь                 | Get Ready              |
|                         |       |                               |                        |
| 25 июля, 2006           | 18    | Совет                         | Under Pressure         |
|                         |       |                               |                        |
| 26 июля, 2006           | 19    | Звезда                        | The Star               |
|                         |       |                               |                        |
| 27 июля, 2006           | 20    | Мета-поток                    | Metaflux               |
|                         |       |                               |                        |
| 28 июля, 2006           | 21    | Расплата                      | The Forfeit            |
|                         |       |                               |                        |
| 29 июля, 2006           | 22    | Недостающее звено             | The Missing Link       |
|                         |       |                               |                        |
| 30 июля, 2006           | 23    | Шантаж                        | Blackmail              |
|                         |       |                               |                        |
| 30 июля, 2006           | 24    | Дуэль                         | The Duel               |
|                         |       |                               |                        |
| 31 июля, 2006           | 25    | Предатель                     | The Traitor            |
|                         |       |                               |                        |
| 1 августа, 2006         | 26    | Кубок                         | The Cup                |
|                         |       |                               |                        |
| Второй сезон            |       |                               |                        |
|                         |       |                               |                        |
| 31.05.2008              | 27    | Возвращение в Гинезис         | Return to Genesis      |
|                         |       |                               |                        |
| 01.06.2008              | 28    | Перерыв                       | The Suspension         |
|                         |       |                               |                        |
| 07.06.2008              | 29    | Восстановление команды        | A Team Reinvented      |
|                         |       |                               |                        |
| 08.06.2008              | 30    | Новый капитан                 | The New Captain        |
|                         |       |                               |                        |
| 14.06.2008              | 31    | Домой                         | The Homecoming         |
|                         |       |                               |                        |
| 15.06.2008              | 32    | Неверболл!                    | Netherball Rules!      |
|                         |       |                               |                        |
| 21.06.2008              | 33    | В сомнениях                   | Doubts Within          |
|                         |       |                               |                        |
| 22.06.2008              | 34    | Провал Рокета                 | Rocket’s Descent       |
|                         |       |                               |                        |
| 28.06.2008              | 35    | Матч Звёзд                    | The All-Stars          |
|                         |       |                               |                        |
| 29.06.2008              | 36    | Рокет против Синедда          | Rocket vs. Sinedd      |
|                         |       |                               |                        |
| 05.07.2008              | 37    | Ошибка чемпионов              | The Champions Stumble  |
|                         |       |                               |                        |
| 06.07.2008              | 38    | Последняя надежда             | Last Stand             |
|                         |       |                               |                        |
| 12.07.2008              | 39    | Без Потока                    | Fluxless               |
|                         |       |                               |                        |
| 06.09.2008              | 40    | Новый порядок                 | New Order              |
|                         |       |                               |                        |
| 07.09.2008              | 41    | Откровения                    | Revelations            |
|                         |       |                               |                        |
| 13.09.2008              | 42    | Новые правила                 | New Rules              |
|                         |       |                               |                        |
| 14.09.2008              | 43    | Открытые двери                | Open Doors             |
|                         |       |                               |                        |
| 20.09.2008              | 44    | В игру вступает Уоррен        | Warren Steps In        |
|                         |       |                               |                        |
| 21.09.2008              | 45    | Технодроиды V3                | The Technodroids V3s   |
|                         |       |                               |                        |
| 27.09.2008              | 46    | Упавшая звезда                | The Fallen Star        |
|                         |       |                               |                        |
| 28.09.2008              | 47    | Тренер Артегор                | Coach Artegor          |
|                         |       |                               |                        |
| 04.10.2008              | 48    | Центровой Рокет               | Rocket, The Midfielder |
|                         |       |                               |                        |
| 07.10.2008              | 49    | Судьба                        | Destiny                |
|                         |       |                               |                        |
| 07.10.2008              | 50    | Последние приготовления       | Final Preparations     |
|                         |       |                               |                        |
| 08.10.2008              | 51    | Команда ищет правду           | A Team Unravels        |
|                         |       |                               |                        |
| 08.10.2008              | 52    | Месть Блейлока                | Bleylock’s Revenge     |
|                         |       |                               |                        |
| Третий сезон            |       |                               |                        |
|                         |       |                               |                        |
|                         | 53    | Новое начало                  | '                      |
|                         |       |                               |                        |
|                         | 54    | Перелом                       | '                      |
|                         |       |                               |                        |
|                         | 55    | Добро пожаловать на Парадизию | '                      |
|                         |       |                               |                        |
|                         | 56    | Новая стратегия               | '                      |
|                         |       |                               |                        |
|                         | 57    | Резонанс                      | '                      |
|                         |       |                               |                        |
|                         | 58    | Можно начинать шоу!           | '                      |
|                         |       |                               |                        |
|                         | 59    | Отцы и дети                   | '                      |
|                         |       |                               |                        |
|                         | 60    | Обратная сторона Парадизии    | '                      |
|                         |       |                               |                        |
|                         | 61    | Секрет Глубокого Стадиона     | '                      |
|                         |       |                               |                        |
|                         | 62    | Друзья и Враги                | '                      |
|                         |       |                               |                        |
|                         | 63    | Битва за финал                | '                      |
|                         |       |                               |                        |
|                         | 64    | Предательство на поле         | '                      |
|                         |       |                               |                        |
|                         | 65    | Конец игры                    | '                      |
|                         |       |                               |                        |
|                         | 66    | Новый Старт                   | '                      |
|                         |       |                               |                        |
|                         | 67    | Пересекающиеся Судьбы         | '                      |
|                         |       |                               |                        |
|                         | 68    | Секреты Дыхания               | '                      |
|                         |       |                               |                        |
|                         | 69    | Объединившиеся семьи          | '                      |
|                         |       |                               |                        |
|                         | 70    | Тень Синедда                  | '                      |
|                         |       |                               |                        |
|                         | 71    | Призрак Парадизии             | '                      |
|                         |       |                               |                        |
|                         | 72    | Загуляй за пиратом            | '                      |
|                         |       |                               |                        |
|                         | 73    | Прощай Парадизия              | '                      |
|                         |       |                               |                        |
|                         | 74    | Все вместе!                   | '                      |
|                         |       |                               |                        |
|                         | 75    | Потерянные иллюзии            | '                      |
|                         |       |                               |                        |
|                         | 76    | Второй шанс                   | '                      |
|                         |       |                               |                        |
|                         | 77    | На всех фронтах!              | '                      |
|                         |       |                               |                        |
|                         | 78    | Звезды Акиллианы вечны!       | '                      |
|                         |       |                               |                        |